# 阮福寶薈
阮福寶薈（越南语：／；1915年—1972年1月28日），越南共和国外交官、科学家。

## 生平
1915年阮福寶薈生于顺化，为阮朝皇族绥理王阮福绵寊之曾孙，香茶縣知縣阮福洪蓍之孙，父亲阮福膺蔚曾任阮朝禮儀工作部尚書。曾获得有机化学博士学位，并曾在法国国家科学研究中心任职。
1960年代，阮福宝荟被越南共和国政府任命为驻摩洛哥、象牙海岸、尼日尔、塞内加尔及上沃尔特特命全权大使，常驻于拉巴特。但在1963年的佛教徒危機后，阮福寶薈辞去大使职务。
1972年1月28日，阮福宝荟在巴黎家中因癌症逝世。